# Aleksiej Badiukow
Aleksiej Wiktorowicz Badiukow, ros. Алексей Викторович Бадюков (ur. 20 kwietnia 1978 w Moskwie) – rosyjski hokeista, reprezentant Rosji, działacz hokejowy.

## Kariera
- Dinamo Moskwa (1996-1997)
- Dinamo-Eniergija Jekaterynburg (1997-1998)
- Krylja Sowietow Moskwa (1998-1999)
- Awangard Omsk (1999-2001)
- Amur Chabarowsk (2001-2003)
- Łokomotiw Jarosław (2003-2004)
- Siewierstal Czerepowiec (2004-2005)
- Ak Bars Kazań (2005-2007)
- Dinamo Moskwa (2007-2009)
- Ak Bars Kazań (2009-2010)
- CSKA Moskwa (2010-2011)
- Ak Bars Kazań (2011)
- CSKA Moskwa (2011-2012)
- Witiaź Czechow (2012-2013)
- Awangard Omsk (2013)
- Torpedo Niżny Nowogród (2013-2014)

Wychowanek Dinama Moskwa. Od września 2012 zawodnik Witiazia Czechow. Od września do grudnia 2013 po raz drugi w karierze zawodnik Awangardu Omsk. Od 4 grudnia 2013 zawodnik Torpedo.
W sezonie 2014/2015 występował w amatorskim klubie Zwiezda Moskwa.
W czerwcu 2021 został mianowany zastępcą dyrektora generalnego ds. operacji hokejowych w HK Soczi

## Sukcesy
Klubowe
- Złoty medal mistrzostw Rosji: 2006, 2009, 2010 z Ak Barsem
- Puchar Gagarina: 2009, 2010 z Ak Barsem
- Srebrny medal mistrzostw Rosji: 2001 z Awangardem, 2007 z Ak Barsem, 2009 z Dinamem
- Puchar Mistrzów: 2007 z Ak Barsem